# Zlatko Celent
Zlatko Celent (Split, 10. srpnja 1952. - 25. veljače 1992.) hrvatski veslač, osvajač brončane medalje na Olimpijskim igrama u Moskvi 1980. godine.

## Nastupi kronološkim redom

### U dvojcu
- 1974. g. u Luzernu vesla u dvojcu bez kormilara s Mrduljašem i zauzima 7 mjesto,
- 1975. g. u Notinghamu u dvojcu bez s Mrduljašem osvaja 9. mjesto,
- 1977. g. u Amsterdamu u dvojcu bez s Mrduljašem osvaja 4. mjesto,
- 1978. g. u Karapiru (Novi Zeland) u dvojcu bez s Mrduljašem osvaja 7. mjesto,
- 1979. g. na Svjetskom prvenstvu, koje je održano na Bledu, Celent s Mrduljašem mijenja disciplinu i nastupaju u dvojcu s kormilarom Josipom Reićem i zauzimaju 4. mjesto.
- 1981. g. ponovo je prešao u dvojac bez kormilara, ali sada s partnerom Mirkom Ivančićem i u Münchenu zauzeo 5. mjesto,
- 1982. g. u Luzernu s istim partnerom nastupa u dvojcu bez i zauzima 7. mjesto,
- 1983. g. u Duisburgu u dvojcu s kormilarom ponovno s Mirkom Ivančićem zauzima 4. mjesto.
- 1985.g. u Hazelwinkelu Celent vesla u dvojcu s kormilarom sa svojim klupskim drugom Davorom Siriščevićem,  i zauzima 8. mjesto.

### U četvercu
- 1987. g. na Svjetskom prvenstvu u Kopenhagenu Celent nastupa sa Seadom Marušićem i veslačima beogradskog "Grafičara" Pivačom i Banjancom i osvaja 6. mjesto,
- 1989. g. na Bledu 1989. sedmo mjesto u četvercu s kormilarom u sastavu: Mirjanić, Celent, Pivač, Marušić. U tom armu samo je Celent bio Gusarev veslač.

### Nastupi na Olimpijadama
- 1976. g. u Montrealu Celent je veslajući s Mrduljašem bio na dohvat medalje - bio je četvrti!
- 1980. g. u Moskvi se s Mrduljašem i kormilarom Josipom Reićem prvi i jedini put okitio olimpijskom medaljom - bio je treći i osvojio BRONČANU OLIMPIJSKU MEDALJU.
- 1984. g. Los Angeles mu je donio utješne radosti 7. mjesta veslajući s Mirkom Ivančićem,
- 1988. g. u Seulu, veslajući sa Seadom Marušićem veliko finale i 6. mjesto.